# تاغاوارد
تاغاوارد (به ارمنی: Թաղավարդ) یک منطقهٔ مسکونی در جمهوری آرتساخ است که در استان مارتونی واقع شده‌است. تاغاورد  ۱٬۳۱۵ نفر جمعیت دارد.